# Плужникова, Раиса Трофимовна
Раиса Трофимовна Плужникова (1 июля 1927, Политотдельский, Курская губерния — 16 июля 2016) — звеньевая полеводческого звена, Белгородская область. Герой Социалистического Труда (1947).

## Биография
Родилась 1 июля 1927 года в рабочем посёлке Политотдельский (ныне Белгородский район Белгородской области). До войны успела закончить семь классов.
В августе 1943 года, как только изгнали фашистов, 16-летняя Раиса пришла с другими оставшимися жителями на место, где была совхозная контора. Вскоре приехал уполномоченный из района. Возник стихийный митинг, где сельчане вели речь о том, как поднимать разоренное хозяйство. Плужникова стала активисткой, и не случайно вскоре её назначили руководителем молодёжного полеводческого звена.
За успехи, достигнутые в 1946 году, молодёжное звено Плужниковой было занесено в книгу Почёта Курской областной комсомольской организации, а Раису наградили Почетной Грамотой ЦК ВЛКСМ.
На полях Раисы Плужниковой на следующее лето намолотили без малого по 33 центнера ржи с гектара. В 1947 году, в неполные 20 лет, Раиса стала Героем Социалистического Труда. Орденами и медалями были отмечены все члены звена. Позже, после окончания курсов агрономов, Раиса Трофимовна работала помощником управляющего отделением в своём же совхозе, затем несколько лет работала и жила в Кадиевке. Там приумножила свои награды.
С 1985 года пенсионерка Р. Т. Плужникова возвратилась в родные края, проживала в посёлке Майский. Скончалась 16 июля 2016 года.

## Награды
- Золотая медаль «Серп и Молот» Героя Социалистического Труда (1947)
- орден Ленина (1947)